# Ministère du Temps libre
Le ministère du Temps libre est un ancien ministère français qui a fait partie entre 1981 et 1984 des trois gouvernements de Pierre Mauroy, entérinant en cela la volonté du président de la République nouvellement élu, François Mitterrand. Son périmètre reprend ceux habituellement confiés aux ministres chargés du Tourisme et de la Jeunesse et des Sports.

## Historique
Les années 1930, Léo Lagrange et le Front populaire seront les sources d'inspiration du ministère du « Temps libre ».
André Henry, ancien instituteur et syndicaliste, sera ainsi le premier ministre du Temps libre. Sa mission sera « de conduire par l'éducation populaire, une action de promotion du loisir vrai et créateur et de maîtrise de son temps »,.
Soumis à la fois à l’improvisation qui présidait à l'installation du nouveau pouvoir, mais en même temps issu de toute une réflexion menée préalablement par la gauche, ce ministère au nom étrange a tenté de faire bouger « les choses » dans le domaine du loisir social et créateur de liberté[réf. nécessaire]. Selon les propos d'André Henry, rapportés lors d'une interview au magazine Marianne en 2017, l'idée était de « donner l'idée, le cap puis se reposer sur les collectivités et le tissu associatif très dense en France ». La politique de ce ministère devait être complémentaire à l'action de la gauche visant à la réduction du temps de travail par l'abaissement de l'âge à la retraite et la réduction de la durée hebdomadaire de travail.
Son organisation tricéphale (André Henry, le ministre ; Edwige Avice, sa ministre déléguée à la Jeunesse et aux Sports ; et François Abadie, son secrétaire d'État au Tourisme) n'a pas facilité sa mise en place et son organisation[réf. nécessaire]. 
Toutefois, en écho permanent à l'action de Léo Lagrange, André Henry a entrepris de mobiliser son administration au service d'un idéal qui très vite s'est heurté à une quadruple difficulté : des médias hostiles et sarcastiques à l'appellation du « temps libre » (Coluche qualifiant notamment le « ministre du temps perdu à un fric fou » lors de son discours aux César en 1984),,, une organisation administrative peu favorable à l'innovation, des associations méfiantes et des réalités économiques qui prirent rapidement le dessus à toute considération sociale (tournant de la rigueur sous Jacques Delors, chômage de masse). C'est ainsi que les grandes espérances soulevées par ce nouveau ministère et les trop nombreuses questions qu'il posait prirent fin en même temps que le ministère du Temps libre. Il reste néanmoins de cette période, outre le foisonnement de questions et d'interpellations qui ne purent trouver de réponses satisfaisantes, la création de l'Agence nationale pour les chèques-vacances par ordonnance du 26 mars 1982, dont bénéficiaient, en 2016, 4,25 millions de Français.

## Administration
Les services et établissements qui relevaient du ministère de la Jeunesse, des Sports et des Loisirs sont placés sous l'autorité ou la tutelle du ministre du Temps libre.

## Liste des ministres
| Photo                                     | Ministre                                | Intitulé                                                     | Ministre délégué ou secrétaire d'État                 | Intitulé                                             | Gouvernement                      | Début                             | Fin                               |
| Présidence de François Mitterrand         | Présidence de François Mitterrand       | Présidence de François Mitterrand                            | Présidence de François Mitterrand                     | Présidence de François Mitterrand                    | Présidence de François Mitterrand | Présidence de François Mitterrand | Présidence de François Mitterrand |
| ----------------------------------------- | --------------------------------------- | ------------------------------------------------------------ | ----------------------------------------------------- | ---------------------------------------------------- | --------------------------------- | --------------------------------- | --------------------------------- |
|                                           | André Henry                             | Ministre du Temps libre                                      | Edwige Avice                                          | Ministre délégué chargé de la Jeunesse et des Sports | Mauroy 1                          | 22 mai 1981                       | 22 juin 1981                      |
| François Abadie                           | André Henry                             | Ministre du Temps libre                                      | Secrétaire d'État chargé du Tourisme                  |                                                      | Mauroy 1                          | 22 mai 1981                       | 22 juin 1981                      |
| Edwige Avice                              | André Henry                             | Ministre du Temps libre                                      | Ministre délégué chargé de la Jeunesse et des Sports, | Mauroy 2                                             | 23 juin 1981                      | 22 mars 1983                      |                                   |
| François Abadie                           | André Henry                             | Ministre du Temps libre                                      | Secrétaire d'État chargé du Tourisme                  | Mauroy 2                                             | 23 juin 1981                      | 22 mars 1983                      |                                   |
|                                           | Edwige Avice (à partir du 24 mars 1983) | Ministre délégué au Temps libre, à la Jeunesse et aux Sports | Plein exercice                                        | Plein exercice                                       | Mauroy 3                          | 22 mars 1983                      | 17 juillet 1984                   |
| Aucun titulaire depuis le 17 juillet 1984 |                                         |                                                              |                                                       |                                                      |                                   |                                   |                                   |